# Vivienne Westwood
Vivienne Westwood (Tintwistle, 1941. április 8. – London, 2022. december 29.) angol divattervező, üzletasszony.

## Élete
A Cheshire megyei Tintwistle településen született. Apja egy repülőgépgyárban dolgozott, korábban zöldségesként is tevékenykedett. 1958-ban Westwood és a családja Harrow-ba költözött. A harrow-i művészeti iskolán tanult, de hamar otthagyta azzal az indokkal, hogy nem tudta, „egy hozzá hasonló, munkásosztálybeli lány hogyan tudna megélni a művészet világából”. Ezután általános iskolai tanár lett. Ebben az időben már ékszereket is készített. 1962-ben feleségül ment Derek Westwoodhoz, és 1963-ban megszületett fiuk, Ben Westwood.
Mikor Vivienne találkozott Malcolm McLarennel, ez Derekkel való házasságának a végét is jelentette. Kettőjüknek 1967-ben fiuk született, Joseph Carré. Vivienne Westwood főleg McLarennel való kapcsolata miatt lett ismert. Vivienne egyike volt azoknak, akik kiépítették a "punk fashion" irányzatot a hetvenes években. Ő hozta a divatba a punk/új hullámos stílusú ruhákat. Vivienne és McLaren egy SEX nevű butikot is üzemeltettek Londonban 1974-től 1976-ig.
Következő férje Andreas Kronthaler lett, aki korábban diákja volt.
Szeretett kertészkedni, és vegetáriánus is volt.
2022. december 29-én halt meg 81 éves korában a londoni Claphamben, családja körében.